# Ternat (Belgia)
Ternat (fr. Ternath, wa. Le Natte) – miejscowość i gmina (gemeente) w Belgii, w Regionie Flamandzkim, w prowincji Brabancja Flamandzka, w okręgu Halle-Vilvoorde. 1 stycznia 2024 roku liczyła 16 578 mieszkańców.

## Podział administracyjny
W skład gminy wchodzą cztery dzielnice (deelgemeente):
- Sint-Katherina-Lombeek (Lombeek-Sainte-Catherine)
- Wambeek